# Parco naturale Orsiera-Rocciavrè
Il parco naturale Orsiera-Rocciavrè è un'area naturale protetta che ricopre una vasta area alpina del Piemonte occidentale tra le Alpi Cozie e le Alpi Graie, più precisamente tra la Val Susa e la Val Chisone, con punta massima raggiunta dal monte Orsiera (2.890 m s.l.m.), mentre il valico alpino principale è quello del Colle delle Finestre (2.176 m s.l.m.). Al suo interno è presente il sito di interesse comunitario  Orsiera Rocciavrè (IT1110006).

## Gestione
Il parco è stato unito a livello gestionale al parco naturale dei laghi di Avigliana, al Gran Bosco di Salbertrand, al parco naturale della Val Troncea, alla riserva naturale dell'Orrido di Foresto e alla riserva naturale dell'Orrido di Chianocco in seguito alla legge regionale 19 del 2009 Testo unico sulla tutela delle aree naturali e della biodiversità della Regione Piemonte ed è quindi soggetto all'Ente di gestione delle aree protette delle Alpi Cozie.

## Geografia

### Orografia
Le montagne principali inserite all'interno del parco sono:
- Monte Orsiera - 2.890 m
- Punta Cristalliera - 2.801 m
- Punta Malanotte - 2.783 m
- Monte Rocciavrè - 2.778 m
- Monte Robinet - 2.679 m
- Punta del Villano - 2.663 m
- Monte Pian Real - 2.619 m

### Idrografia
Il territorio del parco appartiene idrograficamente ai bacini di tre affluenti del Po: il Chisone, che raccoglie le acque della parte sud-ovest, la Dora Riparia, che ne drena la parte settentrionale, e il Sangone, del quale è invece tributaria la zona sud-orientale e i cui rami sorgentizi sono compresi nei confini del parco. Abbastanza numerosi sono i laghi alpini; il più vasto è il lago Ciardonnet, situato nella zona centrale dell'area protetta.

## Ambiente

### Flora
La flora è tipicamente montana, di tipo alpino.

### Fauna
La fauna locale comprende camosci, marmotte, tassi, volpi, stambecchi, mufloni, cervi e, inoltre, lupi.

## Caratteristiche culturali
Situato in una zona a cavallo tra l'area etnica occitano-valdese a sud (Val Chisone / Val Cluson) ed arpitana a nord (Val Susa / Val d'Ors).

## Rifugi alpini

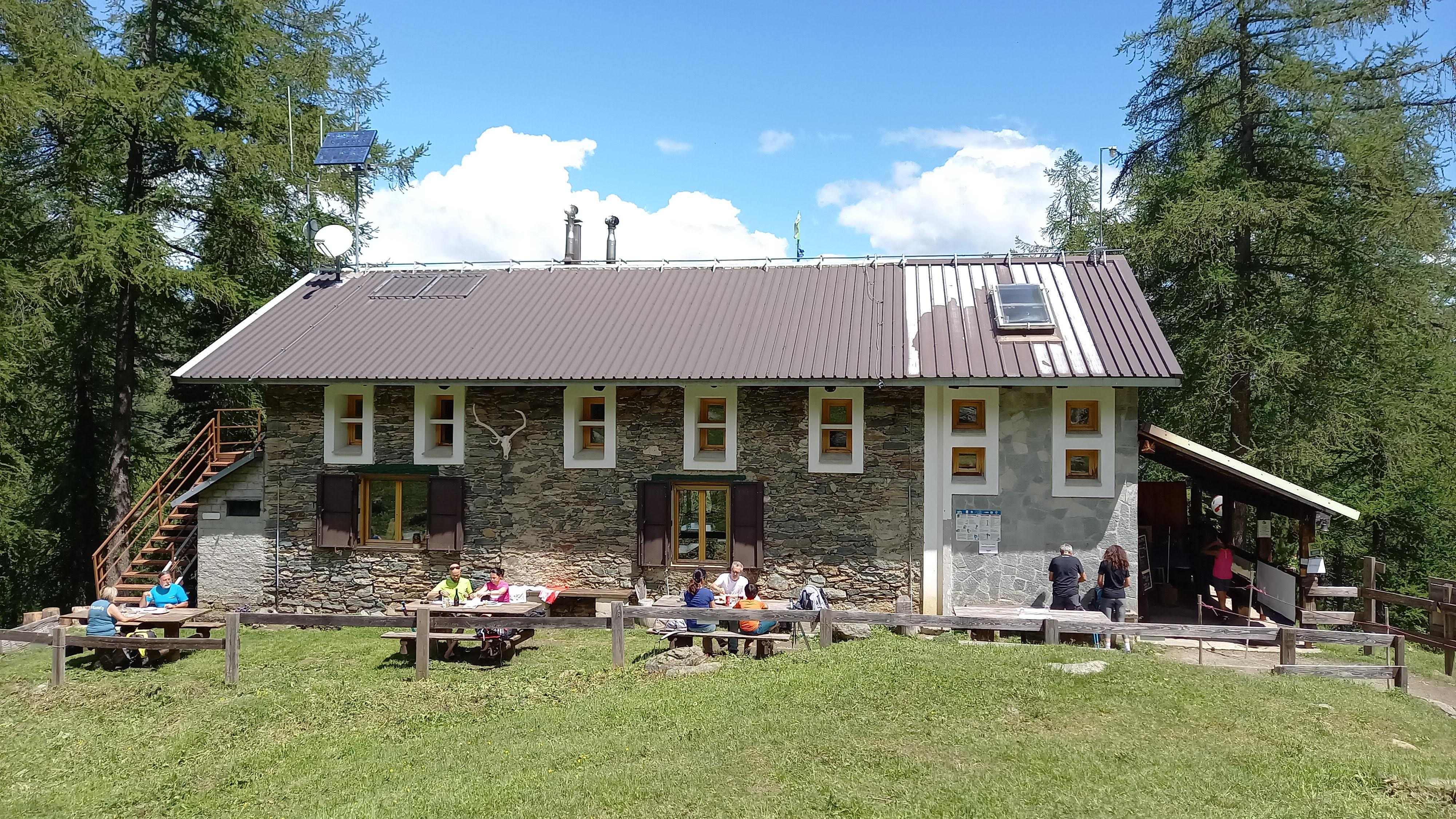
Il rifugio Toesca, sul versante valsusino del parco

Per favorire la conoscenza del parco e l'escursionismo all'interno del parco sono presenti il rifugio Selleries, il rifugio Toesca, il rifugio Geat Valgravio, il rifugio Oneglio Amprimo ed il rifugio Balma. È inoltre definito un percorso escursionistico chiamato Giro dell'Orsiera.